# Río Cañamares (Ciudad Real)
El río Cañamares es un curso de agua del interior de la península ibérica, afluente del Azuer. Discurre por la provincia española de Ciudad Real.

## Descripción
El Cañamares nace cerca de la aldea del mismo nombre, Cañamares, perteneciente al municipio de Villahermosa, en el lugar conocido como «Fuensomera», en sus primeros kilómetros forma un pequeño cañón conocido por los lugareños como «el Pasadero». Continúa bordeando el santuario de la Virgen de la Carrasca, patrona de Villahermosa, para llegar después al municipio de Carrizosa, al que atraviesa por su parte baja y donde en algunas ocasiones se han producido algunos desbordamientos por sus crecidas. Desemboca pocos kilómetros después en el río Azuer, del que es afluente por la derecha, y pertenece a la cuenca hidrográfica del Guadiana. Su curso discurre por la provincia española de Ciudad Real, en la comunidad autónoma de Castilla-La Mancha. Entre sus afluentes figura el arroyo de La Retuerta. Sus aguas acaban vertidas en el Atlántico.